# کاکاسیاه کشتی نارسیسوس
کاکاسیاه کشتی نارسیسوس عنوان رمانی از جوزف کنراد نویسندهٔ بریتانیایی-لهستانی و با ترجمه سهیل سمی به فارسی برگرداننده شده‌است.

## خلاصه رمان
جمعی از جاشویان و فرماندهانشان را در معرض شوم‌ترین پدیده دریایی که طوفانی طولانی و بسیار قدرتمند است، قرار می‌دهد و واکنش‌های آنها را تحلیل می‌کند. کمتر رمانی است که در آن چنین بخش قابل توجهی به حوادث طبیعی و واکنش‌های جسورانه و قهرمانانه شخصیت‌ها اختصاص یافته باشد، اما این رمان به هیچ‌وجه رمان حادثه‌ای نیست و در آن از طوفان و آشفتگی دریا فقط به عنوان پیش‌زمینه‌ای برای درک شخصیت انسان و تحلیل مضامین اخلاقی و انسانی بهره گرفته شده‌است. با این حال، خود طوفان نیز در رمان شخصیت خاص خود را دارد، به مثابه محرکی که مردان روی کشتی را به برملا کردن درونی‌ترین احساسات و ناشناخته‌ترین انگیزه‌های انسانی یا ضد انسانی‌شان وامی‌دارد.